# Arinj
Arinj (en arménien Առինջ) est une communauté rurale du marz de Kotayk, en Arménie. Elle compte 5 385 habitants en 2008.